# Дурнишник колючий
Дурнишник колючий, или игольчатый (лат. Xanthium spinosum), — однолетнее травянистое растение, вид рода Дурнишник (Xanthium) семейства Астровые (Asteraceae).

## Распространение
Происходит из Южной Америки. Распространилось и натурализировалось в Европе, Африке, Северной Америке, умеренном климате Азии, Австралии и Новой Зеландии.
Произрастает на мусорных местах, вдоль дорог, на выгонах.

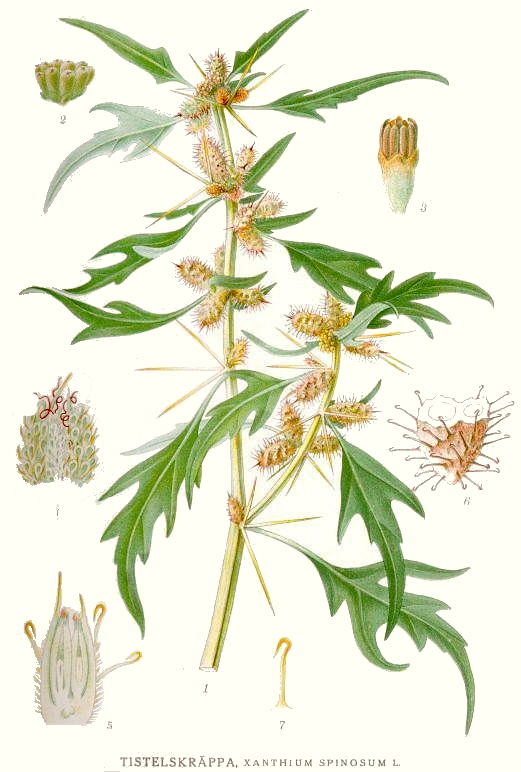

## Ботаническое описание
Стебель прямой, жёсткий, тонкобороздчатый, простой или ветвистый, высотой 20—100 см.
Листья ланцетные или эллиптическо-ланцетные, верхушечные цельные, остальные — зубчатые, зубчато-выемчатые или трёхраздельные. У основания листьев на стеблях сидят крупные тройные колючки.
Пыльники округлые снизу, лишенные хвостовидных придатков. Столбик несёт ниже рыльца кольцо выметающих волосков. Цветоложе усажено чешуйчатыми прицветниками.
Плодики лишены хохолков, замененных чешуйками или бородавочками. Ядовитое растение.

## Классификация

### Таксономия
Вид Дурнишник колючий входит в род Дурнишник (Xanthium) семейства Астровые (Asteraceae) порядка Астроцветные (Asterales).
|  |                                      |  |                                                             |                                                             |                    |  | ещё 12 семейств (согласно Системе APG II) | ещё 12 семейств (согласно Системе APG II) |                          |  |  |  | от 3 до 25 видов |
|  |                                      |  |                                                             |                                                             |                    |  | ещё 12 семейств (согласно Системе APG II) | ещё 12 семейств (согласно Системе APG II) |                          |  |  |  | от 3 до 25 видов |
|  |                                      |  |                                                             | порядок Астроцветные                                        |                    |  |                                           |                                           | род Дурнишник            |  |  |  |                  |
|  |                                      |  |                                                             | порядок Астроцветные                                        |                    |  |                                           |                                           | род Дурнишник            |  |  |  |                  |
|  | отдел Цветковые, или Покрытосеменные |  |                                                             |                                                             | семейство Астровые |  |                                           |                                           | вид Дурнишник колючий    |  |  |  |                  |
|  | отдел Цветковые, или Покрытосеменные |  |                                                             |                                                             | семейство Астровые |  |                                           |                                           |                          |  |  |  |                  |
|  |                                      |  | ещё 44 порядка цветковых растений (согласно Системе APG II) | ещё 44 порядка цветковых растений (согласно Системе APG II) |                    |  |                                           | ещё от 900 до 1000 родов                  | ещё от 900 до 1000 родов |  |  |  |                  |
|  |                                      |  |                                                             | ещё 44 порядка цветковых растений (согласно Системе APG II) |                    |  |                                           |                                           | ещё от 900 до 1000 родов |  |  |  |                  |